# Estrella variable Orión

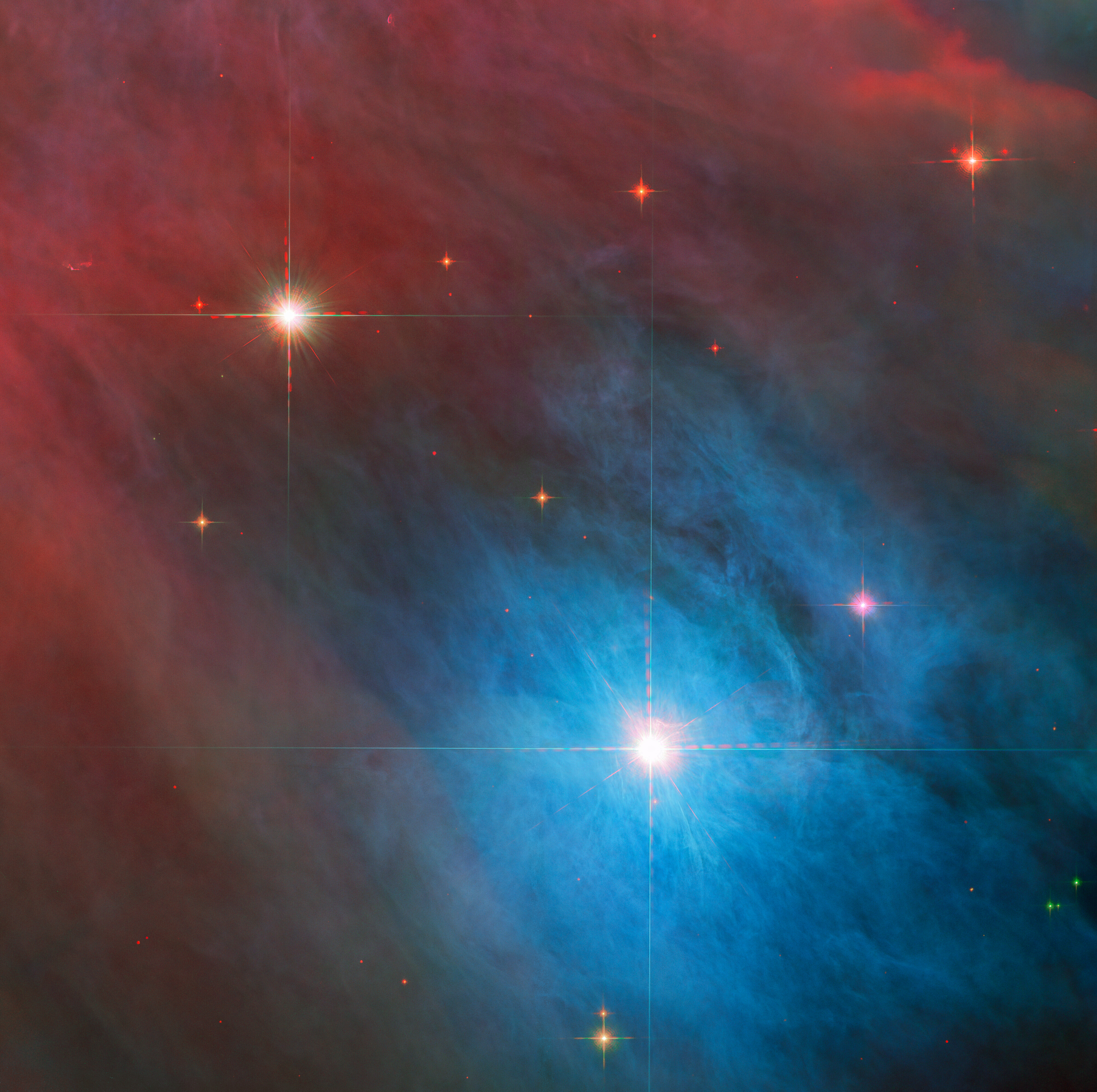
Estrella variable Orión V372 Orionis vista por el Telescopio Espacial Hubble

Las variables Orión son estrellas variables que muestran variaciones irregulares y eruptivas en su luminosidad, estando habitualmente asociadas a nebulosas difusas. Se piensa que son estrellas jóvenes que más tarde se convierten en estrellas no variables de edad cero de la secuencia principal. Las fluctuaciones de brillo pueden llegar a ser de varias magnitudes.
Las estrellas T Tauri son variables Orión en cuyos espectros aparecen líneas de emisión violetas fluorescentes características de hierro ionizado (FeII), así como líneas de emisión del litio, metal que por lo general es destruido por la fusión nuclear de las estrellas.
Dentro de este grupo heterogéneo de estrellas, algunas muestran una pequeña variación periódica en su amplitud (hasta 1 magnitud), otras se caracterizan por caídas abruptas de su luminosidad, y otras muestran características espectrales que indican caída de masa sobre la estrella. Varias de estas características pueden aparecer simultáneamente en una única variable Orión.
AE Aurigae, V856 Scorpii (HD 144668) y AB Aurigae son algunas de las variables Orión más brillantes en el cielo nocturno. NZ Serpentis (MWC 297) es una estrella de este tipo profusamente estudiada por su relativa cercanía al sistema solar.